# Вився (Тернопольская область)
Вився (укр. Вівся) — село в Козовской поселковой общине Тернопольского района Тернопольской области Украины. Площадь — 0,22 км². Население — 900 человек (2001). С центром поселковой общины село соединённое автодорогой номер С200803.
До 19 июля 2020 входило в Козовский район
Впервые упоминается 1779 года в составе монархии Габсбургов. В 1848 г. в селе отменяется барщина. В течение 1890-х гг. жители села построили церковь, колокольню и одноклассную школу. В 1914—1918 гг. в Вивсе происходили события Первой мировой войны, в селе находились Украинские сечевые стрельцы. В 1918—1939 гг. Вився находится в составе Польской республики; в селе проводилась пацификация и политика ополячивания. Перед Второй мировой войной основан центр ОУН. В период 1941—1944 гг. Вився находилось под нацистской оккупацией, в окрестностях села была сформирована сотня УПА, которая вела бои с немецкими оккупантами, а затем — с войсками НКВД. В советские времена в селе провели коллективизацию и основали колхоз, был проведён водопровод и газификация. При независимой Украине построен храм святого архистратига Михаила. В селе действуют детский сад, школа I—II степеней, фельдшерский пункт, магазин, почтовый пункт и библиотека.
Код КОАТУУ — 6123081401. Население по переписи 2001 года составляло 900 человек.

## Происхождение названия
Топоним Вився (укр. Вівся) происходит от женского имени Осія и от злака овёс (укр. овес, вовес, говес) — «село, выращивающее овёс», от праславянского овьсъ; или от собирательных понятий овсяное поле, овсяные лестницы, овсы (укр. вівси); от слова во множественном числе — вíвса, или также от других подобных слов — вівсик (уменьшительно-ласкательно), вівсюг (овсюг) — растение дикого овса; вівсина — зерно овса, стебель овса; вівсисько, вівсище, вівсянище — поле, с которого скосили овёс; вівсяник (овсяник) — хлеб, лепешка из овсяной муки; вівсяниця (овсяница) — овсяная солома; вівсянка (овсянка) — мука или крупа из овса, овсяная каша или суп, овсяная солома; овесець — костёр полевой и других подобных слов. По другой версии топоним происходит от имени владельца земли — г-на Вивсянского. Возникновение слова также объясняют по легенде о том, что первых поселенцев Вився щебетанием встретила птичка овсянка. Согласно другим преданиям их жилья сгорели и поселения переместили севернее, где собственно выращивали овёс.

## Географическое положение
Вився — типичное подольское село. Географически расположен в западной части Подольской возвышенности на средней высоте 373 м над уровнем моря, в междуречье Коропца и Тудынки, в юго-восточной части исторического региона Галиция. Административно — в юго-западной части Тернопольского района, в 3 км от села Маковисько, в 4,5 км от села Маловоды (Теребовлянский район), в 9 км от Козовы и в 48 км от Тернополя. Площадь села 0,22 кв. км В селе три улицы: Центральная, Нижняя (народное название — Тамтой бік), Колония (народное название — Кольонія). Вився имеет два пруда, которые в прошлом назывались «Барский» (укр. Панський) и «Хозяйственный» (укр. Господарський). Их источник берёт начало в колодцах и соединены между собой ручьями. Сельские поля в древности граничили со степью «Пантелиха». Село и ближайшие окрестные поля лежат на чернозёмах оподзоленных, лугово-чернозёмные осолоделые, тёмно-серых оподзоленных и темно-серых оподзоленных оглеенных почвах. До 1970-х годов со стороны села из источников на запад текло несколько ручьев, которые впадали в Коропец. После мелиорации земель большинство потоков исчезли. К северу от села расположен карьер ракушечника (народное название местности — Камінь), на северо-восток — песчаный карьер (Вивсянский участок песка на суглинке). Соседние населённые пункты:
| С-З | Козова    | Золотая Слобода | Росоховатец (Козовский район) | С-В |
| З   | Кальное   | Роза ветров     | Маловоды                      | В   |
| Ю-З | Юстиновка | Поплавы         | Соснов                        | Ю-В |

Описание окружающей природы Вився упоминается в польскоязычном журнале австрийского издания «Rozmaitości» от 12 мая 1824. Исследователь растительности Галиции Эрнест Виттман (пол. Ernest Dominik Wittman, 1780—1836) описывает окрестности Вився и Козова, которые раскинулись на запад от реки Стрыпа, как:
Холмы покрыты небольшими лесами, тянущиеся на север, украшая окрестности разнообразными видами, однако отсутствуют в соседних местностях Бережанской области, а Вився и Козова кажутся несколько потерянными среди моря золотых колосьев, потому что с этой стороны часто и в миле вокруг путешественник не увидит ни одного дерева, на котором могли бы отдохнуть глаза.
Оригинальный текст (пол.)Wzgórza okryte niewielkimi lasami, ciągną się ku Północy stroiąc okolice przez potrzebne odmiany w różne kształty, którychby napróżno szukać w pobliskich mieyscach obwodu Brzeżańskiego, a Uwsie i Kozowa zdają się nieiako ginąc w morzu złocistych kłosów, albowiem w téy stronie często i na milę do koła nie postrzeże podróżny drzewka, na którémby wzrok iego mógł wypocząć.

### Климат
Холодный и умеренный. Количество осадков значительное, даже в самый сухой месяц. По классификации Кёппена климат Вився является континентальный с тёплым летом (Dfb). Средняя годовая температура — 7,2 °C. Количество осадков составляет около 657 мм в год. Меньше всего осадков в феврале — в среднем 31 мм. В июле количество осадков достигает своего пика — в среднем 98 мм. При средней температуре 17,9 °C июля является самым жарким месяцем. При −4,8 °C в среднем январь — самый холодный месяц. Между сухим и влажным месяцами разница в осадках составляет 67 мм. Соответствующая разница летней температуры составляет около 22,7 °C.
| Показатель                    | Янв. | Фев. | Март | Апр. | Май  | Июнь | Июль | Авг. | Сен. | Окт. | Нояб. | Дек. | Год |
| ----------------------------- | ---- | ---- | ---- | ---- | ---- | ---- | ---- | ---- | ---- | ---- | ----- | ---- | --- |
| Средний суточный максимум, °C | −1,7 | −0,3 | 4,5  | 12,7 | 18,6 | 21,8 | 23,1 | 22,5 | 18,3 | 12,4 | 5,3   | 0,4  | 11  |
| Средняя температура, °C       | −4,8 | −3,4 | 0,8  | 7,8  | 13,3 | 16,5 | 17,9 | 17,1 | 13,2 | 7,9  | 2,4   | −2,2 | 7,2 |
| Средний суточный минимум, °C  | −7,8 | −6,4 | −2,8 | 2,9  | 8    | 11,3 | 12,7 | 11,8 | 8,2  | 3,4  | −0,4  | −4,7 | 2   |
| Норма осадков, мм             | 33   | 31   | 32   | 51   | 78   | 93   | 98   | 71   | 57   | 38   | 36    | 39   | 657 |
| Источник: climate-data.org    |      |      |      |      |      |      |      |      |      |      |       |      |     |

## История
- 1785 год — дата основания.

## Объекты социальной сферы
- Школа I—II ст.

## Население
В 1900 году в Вивсе проживало 1320, а в 1939 году — 1690 человек. В 1973 г. в селе было 387 дворов и проживало 1285 человек. После включения Тернопольской области и села Вився в УССР из учётных данных исключён хутор Тригубов (укр. Тригубів, на местном говоре Три́бова) в 1971 г. в связи с переселением жителей. Согласно переписи УССР 1989 численность населения села составляла 947 человек, из которых 418 мужчин и 529 женщин. По переписи населения Украины 2001 года в селе проживало 900 человек.

### Язык
Распределение населения по родному языку за данным переписи 2001 года:
| Язык       | Количество, человек | Процент |
| ---------- | ------------------- | ------- |
| украинский | 895                 | 99,44 % |
| русский    | 5                   | 0,56 %  |

#### Говор
Местный говор относится к поднестровскому говору юго-западного наречия украинского языка. В Вивсе выражены следующие характерные черты этой говора — на фонетическом уровне: переход ударного а в о (провда, броў, зовтра, встоў), переход ударного о в у (твурити), переход безударного а после мягких согласных в е (дьекувати), остатки древнего носового звука *ę (мнєсо, мнєти), твердое произношение согласных д, т, з, с, ц, н, л перед і от древнего о — нїс (существительное, часть тела), но ніс — глагол. На грамматическом уровне — остатки перфекта в глаголах (чули-сте, хтіла-м), препозиция частицы «ся», ставшая постфиксом в глаголах современного украинского языка (то сє купує, він сє вброў). На лексическом уровне — редкие слова, которые уходят корнями в праславянский язык, — хопта, давние заимствования из польского и немецкого языков, приспособленные к грамматической и фонетической системам говора. Заимствования из польского: пуделко, слоїк, карк, крижі, с немецкого: льомфер (нем. «Läufer»), най би тебе шляк трафив, замельдувати. В Вивсе бытует фразеологизм, характерный только для этого села — «Вбрався, як Ґадач до шлюбу» («Нарядился, как Гадач к браку») — о неряшливо и смешно одетом человеке. В начале XX в. в селе действительно жил человек с фамилией Гадач, который смешно оделся в брак. Местные жители произносят название села Висе, Вивсе (укр. Вісє, Вівсє).

## Достопримечательности
В селе действует церковь святого Архистратига Михаила (построена в течение 1810—1870 гг.). Духовные объекты и памятники Вився можно найти на страницах издания Тернопольско-Зборовская архиепархия УГКЦ. Приходы, монастыри, храмы. Шематизм под научной редакцией Я. Стоцкого.
Установлено:
- памятный каменный крест в честь отмены барщины (1849 г.)
- памятник воинам-односельчанам, павшим в немецко-советской войне (1966 г.)
- насыпаны могилы — УСС, погибших в бою у с. Семиковцы (Семиковская битва, сентябрь-октябрь 1915 г.) на Теребовлянщине (восстановлено в 1990 г.)
- и воинам УПА, павшим в 1947 (1997 г.).

## Спорт
В 2020 г. после пяти лет перерыва в Вивсе возобновил деятельность ФК «Вівся»

## В художественных произведениях
Василий Шкляр в романе «Троща» несколько раз упоминает село Вився:
... Его накрыли возле села Вився вместе с Рисем, Лещиной, Верой и Остапом...

... Городской подумал, что его разыскивает кто-то из районных референтов — День или Орлик, которые после падения укрытия подле Вився не давались слышать...

... Мы с Сирко его успокаивали, уверяли, что он всё сделал правильно, ведь теперь мы знаем точно, кто всыпал трощу, кто всыпал проводника Шаха на Драгомановке, кто сдал командира Бондаренко возле села Вився...

...Только слухи доходят одно страшнее другого. У Сосновой пал тайник, пострелялись ребята. В Вивсе, на Драгомановке, в Маловодах то же...

## Галерея
- Один из памятников на старом кладбище
- Старая мельница в бывшем жилом доме
- Вився зимой
- Остановка транспорта
- Праздничные украшения